# Tepotzán
Tepotzán är en ort i Mexiko.   Den ligger i kommunen San Miguel Huautla och delstaten Oaxaca, i den sydöstra delen av landet, 280 km sydost om huvudstaden Mexico City. Tepotzán ligger 2 277 meter över havet och antalet invånare är 140.
Terrängen runt Tepotzán är kuperad västerut, men österut är den bergig. Terrängen runt Tepotzán sluttar österut. Runt Tepotzán är det glesbefolkat, med 20 invånare per kvadratkilometer. Närmaste större samhälle är San Miguel Huautla, 2,5 km nordost om Tepotzán. Trakten runt Tepotzán består i huvudsak av gräsmarker.